# 蒂斯
蒂斯（法語：Thise，法語發音：[tiz]）是法国杜省的一个市镇，位于该省西北部，属于贝桑松区。

## 地理
蒂斯（47°16'56"N, 6°4'31"E）面积8.93 平方千米，位于法国勃艮第-弗朗什-孔泰大區杜省，该省份为法国东部内陆省份，北起上索恩省，西接汝拉省，东部及东南部与瑞士接壤，东北部与贝尔福地区省接壤。
与蒂斯接壤的市镇（或旧市镇、城区）包括：阿马涅、贝桑松、布拉扬、沙莱兹、沙勒泽勒、罗什莱博普雷、马尔绍-绍德方丹。

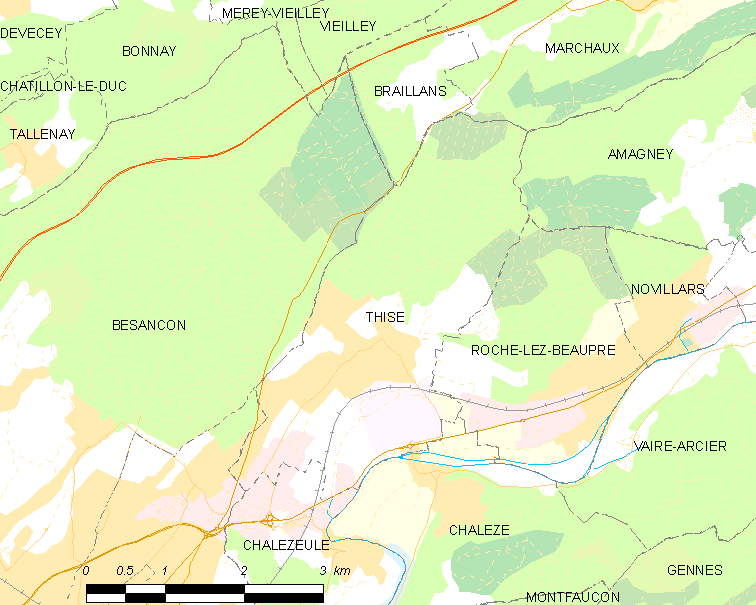
蒂斯的OSM定位图

蒂斯的时区为UTC+01:00、UTC+02:00（夏令时）。

## 行政
蒂斯的邮政编码为25220，INSEE市镇编码为25560。

## 政治
蒂斯所属的省级选区为贝桑松第四县。

## 人口

1962-2008年间蒂斯人口变化图示

蒂斯于2022年1月1日时的人口数量为2990人。